# Paducah and Louisville Railway

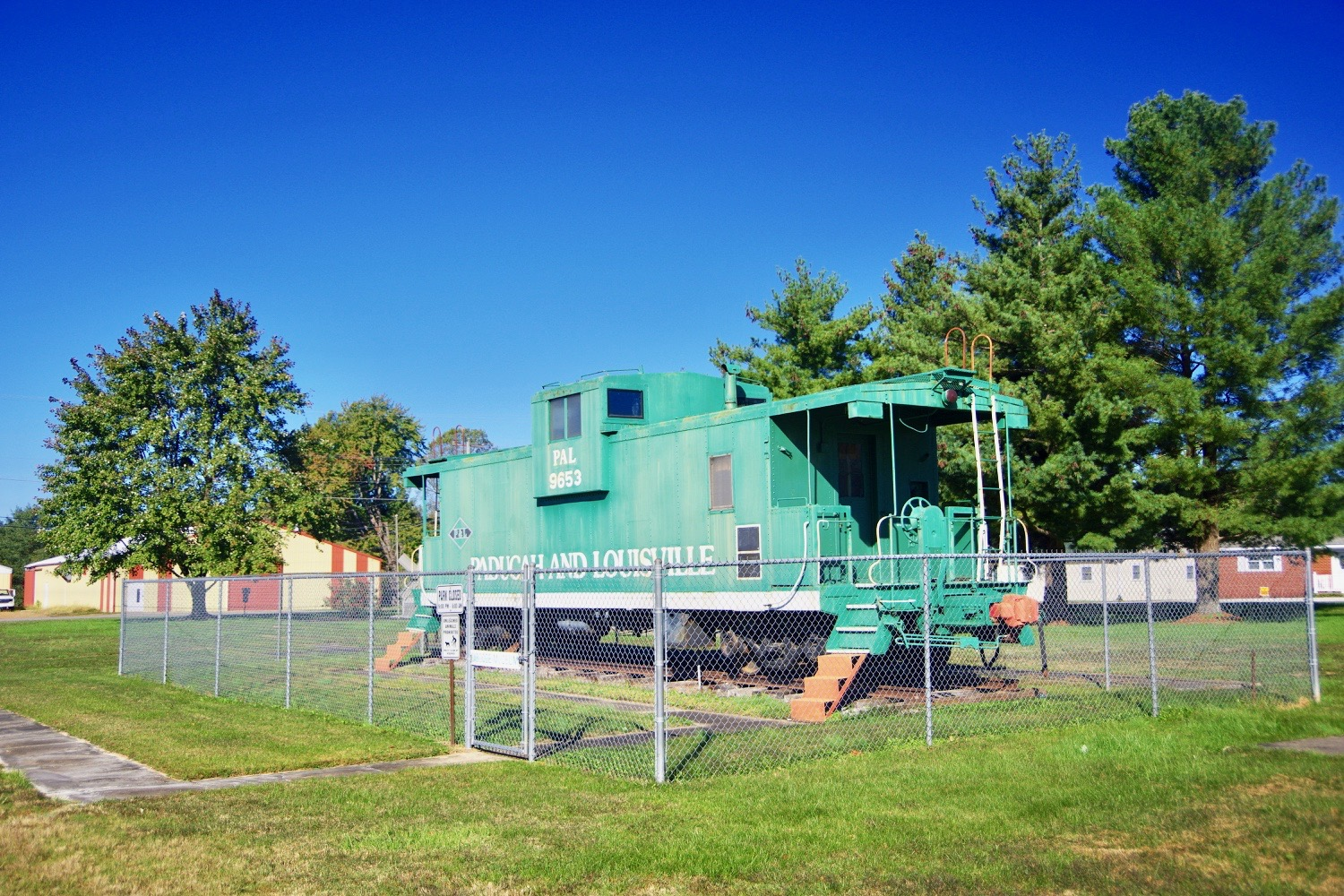
Ausgestellter Caboose der Paducah and Louisville Railway

Die Paducah and Louisville Railway ist eine amerikanische Eisenbahngesellschaft. Sie wird durch die Association of American Railroads (AAR) als „Regional railroad“ (Class 2) eingeordnet. Sitz der Gesellschaft ist Paducah, Kentucky.

## Geschichte
Mitte der 1980er Jahre verfolgte die Illinois Central Gulf Railroad (ICG) das Ziel, sich zu einer reinen Nord-Süd-Bahnverbindung zwischen Chicago und New Orleans zu entwickeln. Im Rahmen dieses Plans wurden viele, vor allem in Ost-West-Richtung verlaufende Strecken veräußert. So wurde auch die Verbindung zwischen Paducah und Louisville zum Verkauf angeboten. Zwei Unternehmer aus Kentucky (Jim R. Smith  und David W. Reed) machten deshalb im Februar 1986 ein Angebot zu Erwerb der Strecke. Zum Erwerb wurde die CG&T Industries Inc. als Holdinggesellschaft gegründet. Im August 1986 wurde der Verkauf abgeschlossen und am 27. August 1986 nahm die Paducah and Louisville Railway den Betrieb auf. Neben der Bahnstrecke erwarb die Gesellschaft 63 Lokomotiven, 75 gedeckte Güterwagen, 270 offene Güterwagen und 50 weitere Güterwagen. Außerdem wurde die in Paducah gelegene Unterhaltungswerkstatt der ICG erworben. Für diesen Geschäftszweig wurde das Tochterunternehmen VMV Enterprises Inc. gegründet. Der gesamte Kaufpreis lag bei rund 70 Millionen Dollar.
In der Folge investierte die Gesellschaft in das Bahnnetz um die Streckengeschwindigkeit zu erhöhen und die Sicherheit zu verbessern. Außerdem wurden weitere Güterwagen angeschafft. Ende 1989 umfasste der Bestand 1400 eigene und 340 gemietete Wagen.
Am 18. November 1988 erwarb das Tochterunternehmen Rail Holdings Inc. der Bankgesellschaft First Chicago Corporation alle Geschäftsanteile CG&T Industries. Die RHI betrieb die Bahngesellschaft und die Lokomotivwerkstatt weiter. Rail Holdings Inc. benannte sich im Juli 1990 in Kentucky Railworks Inc. um. Die Lokomotivwerkstatt VMV Enterprises wurde 1992 an das Investmentunternehmen Dimeling, Schreiber and Park verkauft und gehört nach einer Insolvenz heute dem Lokomotivhersteller National Railway Equipment.
1995 übernahm das Management der Bahngesellschaft mit Unterstützung der Class-I-Bahngesellschaft CSX Transportation die Paducah & Louisville Railway. Die Bahngesellschaft ist seit dem im Besitz der Holdinggesellschaft P&L Transportation.
2006 pachtete die Gesellschaft von der CSX die Bahnstrecke von Evansville (Indiana) nach Okawville und gründete für den Betrieb die Tochtergesellschaft Evansville Western Railway. Seit einer konzerninternen Umstrukturierung 2011 ist die EWR ein direktes Tochterunternehmen der P&L Transportation.

## Strecken
Ursprünglich umfasste das 305 Kilometer lange Streckennetz die Verbindung zwischen Paducah und Louisville mit einer parallelen Strecke zwischen Dawson Springs und Central City. Weitere Nebenstrecken führten von Paducah nach Kevil, Clayburn und von Cecilia nach Elizabethtown. Der Abschnitt zwischen Dawson Springs und Central City wurde 1996 stillgelegt.
In Paducah bestehen Übergänge zur BNSF Railway und zur Canadian National Railway. In Princeton zweigt die Fredonia Valley Railroad ab. In Madisonville besteht ein Übergang zur CSX Transportation. In Louisville sind Verbindungen zur CSX, der Norfolk Southern, der Indiana Rail Road und der Louisville and Indiana Railroad.

## Fahrzeuge
1986 wurden von der Illinois Central Gulf vor allem EMD GP30, EMD SW13, EMD GP35, EMD GP8 und EMD GP10 gekauft. 2003 wurden bei VMV umgebaute EMD GP40-3-Slug-Einheiten und EMD GP 38-2 beschafft. 2013 wurden 16 EMD SD70MAC von der CSX übernommen.

## Präsidenten
- 1986–Mai 1988: James E. Johnson
- Mai 1988–April 2010: Anthony V. Reck (auch CEO und Chairman of the Board)[2][3]
- seit April 2010: Tom Garrett